# ناقل بیماری

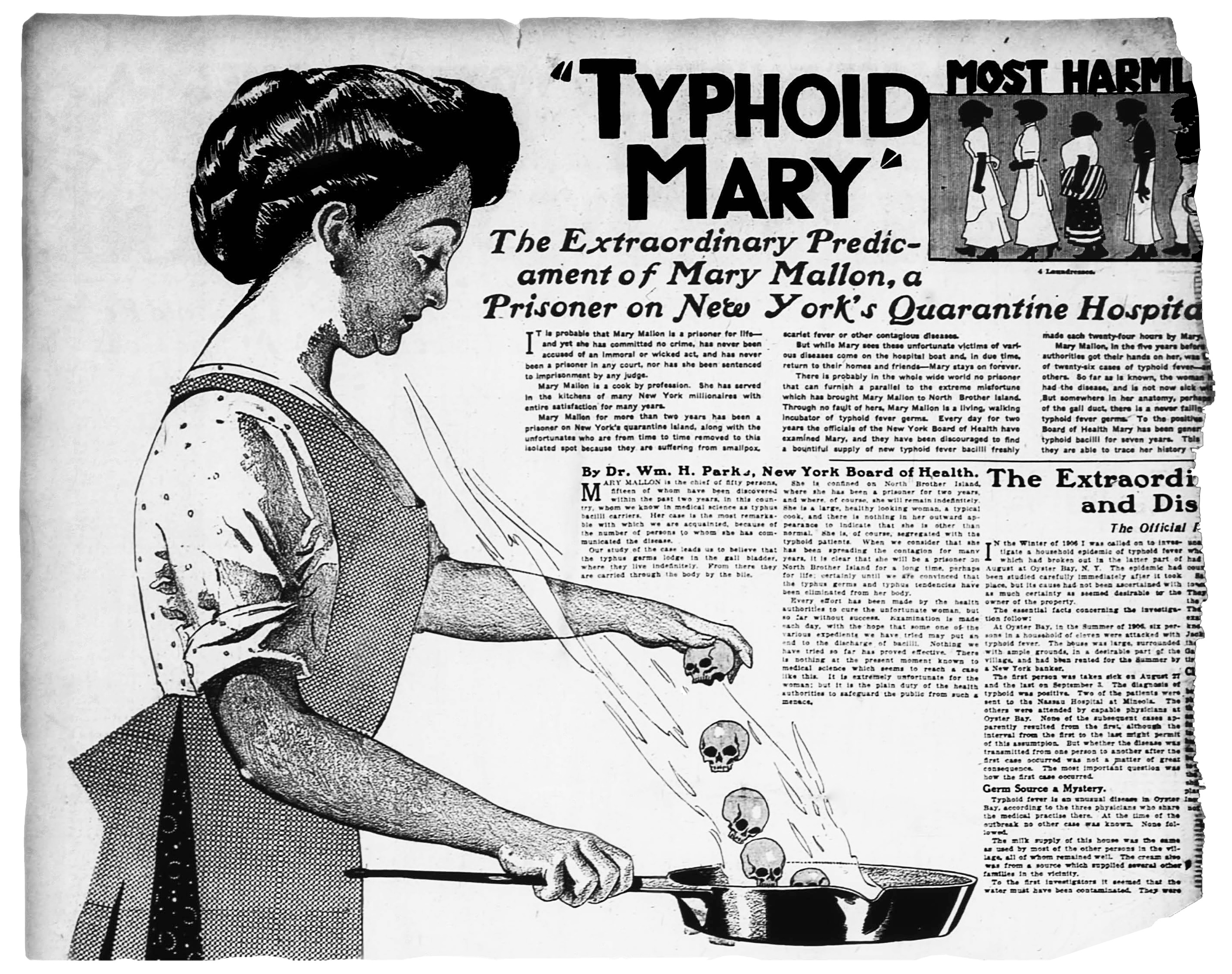
مری تیفوئید در یک تصویر روزنامه‌ای در سال ۱۹۰۹ ، مری مالون یک ناقل بدون علائم سالمونلا تیفوئید بود که تصور می شود ۵۳ نفر دیگر را با تب تیفوئید آلوده کرده است در حالی که به کار خود به عنوان آشپز ادامه می‌دهد.

ناقل بیماری یا حامل (به انگلیسی: Asymptomatic carrier) کسی است که عامل بیماریزا را دربدن داشته باشد و به دیگران منتقل می‌کند بدون اینکه علائم بالینی داشته باشد. مانند کسانی که بیماری ایدز یا حصبه دارند. حامل می‌تواند به صورت مزمن یا موقت باشد.
در ژنتیک کلاسیک، شخصی که حامل یک آلل بیماری‌زای مربوط به یک اختلال اتوزوم مغلوب می‌باشد. در گفتگوهای بالینی، ممکن است حامل به شخصی اشاره داشته باشد که آلل بیماری‌زایی را حمل می‌کند که او را مستعد ابتلا به بیماری می‌سازد.